# Atsuo Asami
Atsuo Asami (...) è un astronomo giapponese.
| 13691 Akie          | 30 settembre 1997 |
| 13815 Furuya        | 22 dicembre 1998  |
| 17683 Kanagawa      | 10 gennaio 1997   |
| 39799 Hadano        | 23 ottobre 1997   |
| 47086 Shinseiko     | 10 gennaio 1999   |
| 55875 Hirohatagaoka | 1º novembre 1997  |
| 152647 Rinako       | 29 ottobre 1997   |

Atsuo Asami opera dal proprio osservatorio personale, l'Hadano Astronomical Observatory, censito con il codice MPC 355 Hadano, sito nell'omonima città della prefettura di Kanagawa in Giappone.
Il Minor Planet Center gli accredita la scoperta di sette asteroidi, effettuate tra il 1997 e il 1999.